# Battaglia di Nietjärvi
La battaglia di Nietjärvi è stato un episodio della guerra di continuazione tra Finlandia e Unione Sovietica.

## Contesto
Nietjärvi è un villaggio che si trova a nord del lago Ladoga nel distretto della Carelia. Nel luglio 1944 l'esercito finlandese si schierò in posizione di difesa in attesa dell'offensiva nemica. La linea difensiva finlandese seguiva il corso del fiume Svir'.

## La battaglia
All'alba del 15 luglio 1944 i sovietici iniziarono a bersagliare con l'artiglieria le linee finlandesi e lanciarono un'offensiva. Le forze finlandesi pur, inferiori per uomini e mezzi e prive di rifornimenti, riuscirono a frenare l'avanzata nemica e l'indomani scatenarono un contrattacco.
Il 17 luglio 1944 dopo ore di duri combattimenti le unità finlandesi riuscirono ad accerchiare le truppe sovietiche, che si ritirarono.